# Gerichtsbezirk Völkermarkt

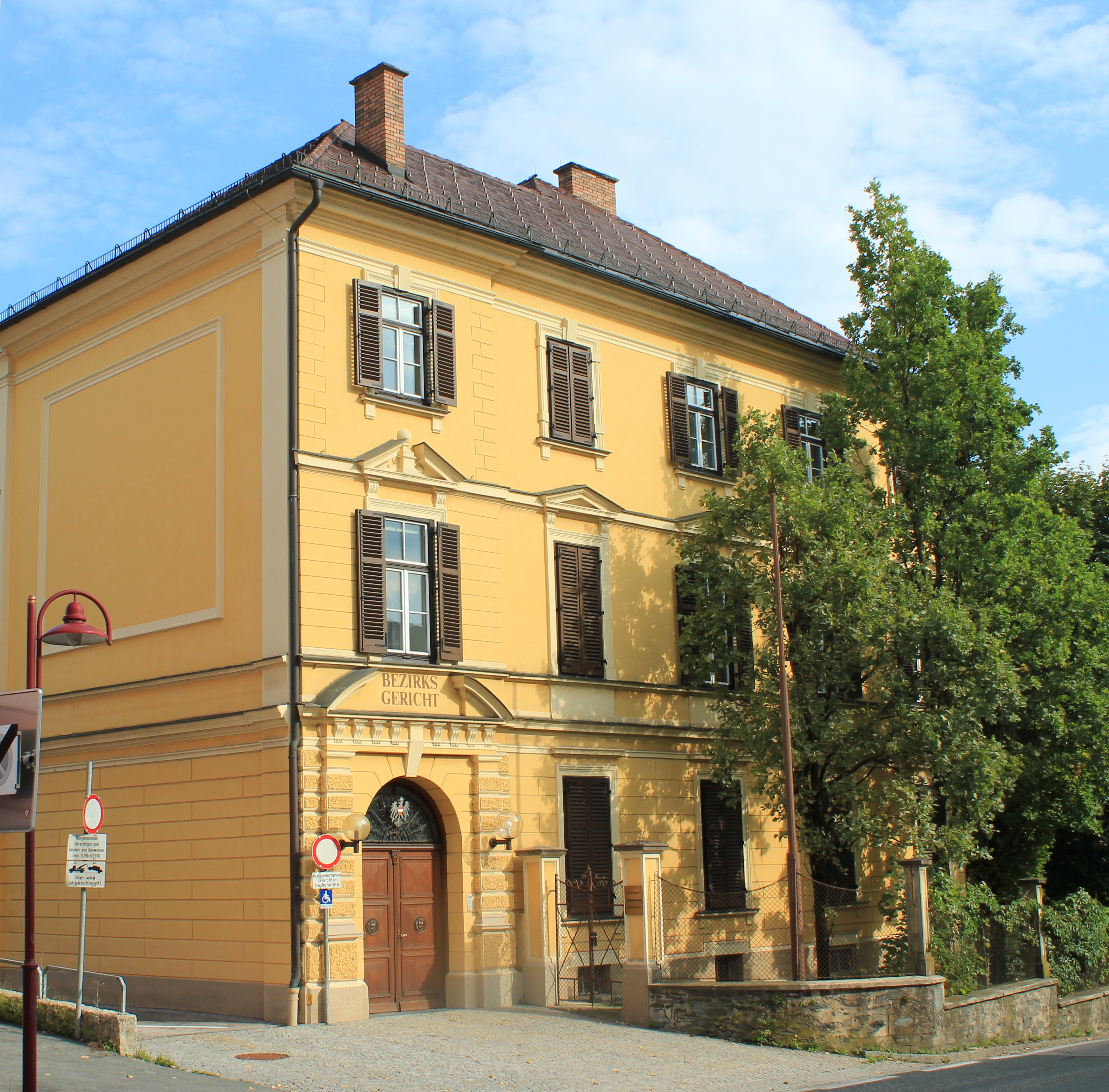
Bezirksgericht Völkermarkt

Der Gerichtsbezirk Völkermarkt ist einer von elf Gerichtsbezirken in Kärnten und einer von dreien im politischen Bezirk Völkermarkt. Der übergeordnete Gerichtshof ist das Landesgericht Klagenfurt.

## Geschichte
1977 wurde der Gerichtsbezirk Eberndorf aufgelöst und die Gemeinden Eberndorf und Sankt Kanzian am Klopeiner See wurden dem Gerichtsbezirk Völkermarkt zugewiesen.

## Gerichtssprengel
Einwohner: Stand 1. Jänner 2024

### Städte
- Völkermarkt (10.956 Ew.)

### Marktgemeinden
- Eberndorf (5.914)
- Griffen (3.393)

### Gemeinden
- Diex (789)
- Ruden (1.507)
- Sankt Kanzian am Klopeiner See (4.637)